# Myrcia guavira
Myrcia guavira là một loài thực vật có hoa trong Họ Đào kim nương. Loài này được Parodi mô tả khoa học đầu tiên năm 1878.